# Phalaenopsis malipoensis
Phalaenopsis malipoensis är en orkidéart som beskrevs av Zhong Jian Liu och Sing Chi Chen. Phalaenopsis malipoensis ingår i släktet Phalaenopsis och familjen orkidéer. Inga underarter finns listade i Catalogue of Life.